# Oleg Smirnov
Oleg Igorevici Smirnov (în rusă Олег Игоревич Смирнов) (n. 8 august 1967, satul Nova Kahovka, regiunea Herson, RSS Ucraineană) este un om politic din Transnistria, deputat în Parlamentul regiunii separatiste. Este fiul mai mic al președintelui auto-proclamatei Republici Moldovenești Nistrene, Igor Smirnov. 

## Biografie
Oleg Smirnov s-a născut la data de 8 august 1967, în orașul Nova Kahovka din regiunea Herson (RSS Ucraineană), în familia inginerului Igor Smirnov de naționalitate rusă. Începând din 1974 a învățat la Școala secundară din orașul natal. 
După absolvirea școlii secundare, în perioada septembrie 1984 - august 1985, a lucrat ca operator de linie automată la Uzina electromecanică din Kahovka, regiunea Cherson, unde tatăl său îndeplinea funcția de director-adjunct. După un scurt stagiu ca muncitor la Combinatul metalurgic din Odessa (septembrie - noiembrie 1985), a fost încorporat în cadrul Armatei Sovietice pentru efectuarea serviciului militar obligatoriu (noiembrie 1985 – ianuarie 1988).
Revenit din armată, Oleg Smirnov este angajat în aprilie 1988 ca șofer la Întreprinderea de Construcții de Mașini “Electromaș” din Tiraspol, unde tatăl său fusese numit ca director cu un an înainte. A lucrat acolo până în octombrie 1991, când este angajat în cadrul Departamentului pentru Afaceri Interne al auto-proclamatei Republici Moldovenești Nistrene. În perioada februarie 1992 - iulie 2001 a activat ca militar sub contract în cadrul forțelor militare ale republicii separatiste. În această perioadă, a urmat și cursurile Academiei Federale de servicii de securitate din Moscova, specializându-se în jurisprudență (1992-1997).
În perioada noiembrie 2003 – august 2004, Oleg Smirnov a îndeplinit funcția de prim-vicepreședinte al Consiliului de Administrație al Băncii “Gazprombank” din Tiraspol. De asemenea, este consilier la Comitetul de Stat al Vămilor. 
La data de 12 decembrie 2005 a fost ales ca deputat în Sovietul Suprem al auto-proclamatei Republici Moldovenești Nistrene, fiind membru în Comitetul pentru politică economică, buget și finanțe. El a înființat și conduce Partidul Patriotic din Transnistria, format la data de 4 august 2006 prin unirea a trei organizații ale societății civile, Uniunea Apărătorilor Transnistriei, Uniunea Veteranilor de Război din Afganistan și Liga Femeilor din Transnistria. După cum se scie în presă, se pare că Oleg Smirnov finanțează din afacerile familiei și alte organizații sau partide politice, favorabile liderului separatist, precum Respublika și Proriv . 
În anul 2004, Uniunea Europeană l-a inclus pe o listă a transnistrenilor cărora li s-a interzis călătoria în spațiul UE, fiind considerat răspunzător de împiedicarea progresului în vederea unei soluționări politice a conflictului transnistrean din Republica Moldova . Pe baza reexaminării Poziției comune 2004/179/PESC, la data de 25 februarie 2008, Consiliul Uniunii Europene a considerat că este oportun ca numele său să rămână în continuare pe lista persoanelor indezirabile în țările UE . Are pașaport al Federației Ruse.
Oleg Smirnov a fost decorat cu Ordinul "Pentru curaj personal" și cu Medalia "Apărător al Transnistriei". El este căsătorit și are trei copii. 